# لوکانوس
مارکوس آنایوس لوکانوس (زادهٔ: ۳ نوامبر سال ۳۹ میلادی در کوردوبا واقع در اسپانیا، درگذشت: ۳۰ آوریل سال ۶۵ م)، که در زبان انگلیسی بیشتر با عنوان لوکان شناخته شده‌است، شاعر رومی بود، که در کوردووا (که امروزه با عنوان کوردوبا شناخته می‌شود)، واقع در هیسپانیا بایتیکا به دنیا آمد. وی با وجود عمر کوتاه خود، به عنوان یکی از چهره‌های برجستهٔ شعر و ادبیات لاتین در دورانی که با عنوان عصر سیمین (دورهٔ نقره‌ای) شناخته می‌شود، به‌شمار می‌آید. دو ویژگی شاخص لوکانوس که یکی جوان بودن او و دیگری سرعت عملش در ترکیب واژه‌ها و ایجاد نظم(شعر) می‌باشد، موجب تفکیک او از شاعران دیگر و جایگاه ویژه‌اش در ادبیات روم باستان می‌شود.

## زندگی
دو شرح حال خلاصه و باستانی در مورد زندگی لوکانوس وجود دارد که همراه با منابع آنها، یکی در سالنامهٔ تاکیتوس Tacitus و دیگری توسط سیلوا استاتیوس Silvae Statius ثبت شده‌اند و وجود همین دو شرح حال به ما اجازه می‌دهد که به بازسازی سرگذشت لوکانوس پرداخته و بیوگرافی جامعی از او ارائه کنیم.
لوکانوس در سال ۳۹ میلادی در کوردووا متولد شد. پدر بزرگ او سنکای مهین(سنکای سالمند) بود و همچنین سنکای فیلسوف عموی او به‌شمار می‌آمد. نام او را از همان بدو تولد مارکوس آنایوس لوکانوس نهادند.
لوکانوس تحت سرپرستی سنکای جوان (عمویش) بزرگ شد. خانوادهٔ او از خانواده‌های ثروتمند آن روزگار بودند. در طفولیت او را به رم بردند و او در محافل آریستوکراسی که شعر و فلسفه در آن محافل با دسایس عاشقانه و سیاسی به عنوان کانونهای حیات رقابت می‌کردند، بار آمد.
وی همچنین لفّاظی و سخنوری را در آتن مورد مطالعه قرار داد و احتمالاً توسط دائیش تحت آموزش‌های فلسفی و رواقی (به انگلیسی: Stoicist) قرار گرفت.
لوکانوس در سن ۲۱ سالگی، شعری با عنوان «در مدح نرون» سرود و با همین شعر در مسابقه شرکت کرد و جایزهٔ این مسابقه را برنده شد. این شعر باعث شد که سنکا او را به دربار ببرد و اندکی بعد شاعر(لوکانوس) و امپراتور(نرون) با یکدیگر به حماسه سرایی پرداختند. این امر برای او موفقیت‌هایی در بر داشت و او به زودی تبدیل به یکی از دوستان نزدیک امپراتور گردید. علاوه بر اینکه وی در سال ۶۰ میلادی، موفق به کسب جایزه برای تصنیف دو منظومهٔ اورفئوس و لائودس نرونیس (Laudes Neronis به‌معنای ستایش‌های نرون) شده بود، در مسابقات شعری که هر پنج سال یکبار برگزار می‌شد، جوایز دیگری نیز به عنوان پاداش امپراتور دریافت نمود. در طی این مدت لوکانوس همچنین موفق به تصنیف نخستین سه کتاب شعر حماسی خود، موسوم به فارسالیا (Pharsalia) شد که در میان نسخه‌های خطی با برچسب دی بللو سیویل مشخص می‌شود.
ویل دورانت دربارهٔ نحوهٔ تصنیف این اشعار حماسی که به داستان جنگ داخلی میان ژولیوس سزار و پومپه می‌پردازد، چنین نوشته‌است:
لوکانوس مرتکب این خبط شد که در مسابقهٔ شاعرانه‌ای که با امپراتور داد، جایزهٔ اول را ربود، و در نتیجه نرون به او فرمان داد که دیگر اشعار خود را منتشر نکند. پس لوکانوس به کنجی رفت تا در نهان با حماسه‌ای قوی، امّا مملو از لفّاظی به عنوان «فارسالیا» از نرون انتقام بگیرد. در فارسالیا جنگ داخلی رم از نظر آریستوکراسی عصر پومپه تشریح شده‌است.
به هر حال از هر دو منبعی که در مورد شرح حال لوکانوس و روابط او با نرون موجود است، روشن می‌شود که پس از دوران دوستی، دشمنی و عداوت میان آن دو شروع شده‌است. هرچند که روایت این دو منبع به جهاتی نیز متفاوت است. از جمله شرح این دو منبع در مورد حوادثی که منجر به عداوت نرون و لوکانوس شده‌است، فرق بسیاری با یکدیگر دارد.
بر طبق روایت تاکیتوس، نرون دچار حسادت نسبت به لوکانوس شد و او را از انتشار اشعار خود منع نمود، امّا با توجه به سوئتونیوس، نرون علاقهٔ خویش نسبت به لوکانوس از دست داد و لوکانوس پاسخ این بی علاقگی امپراتور را با نوشتن اشعاری توهین‌آمیز دربارهٔ نرون داد، که البته نرون همچنان این اقدام لوکانوس را نادیده گرفت.
آثار دیگر لوکانوس، به‌طور جدی تری به عداوت میان او و امپراتور دامن زده‌اند.
آنچه که «واککا» که متخصص دستور زبان و شاعر سرایندهٔ استاتیوس Statius بود، نوشته‌است، از این ادعا که لوکانوس اشعاری به منظور اهانت به نرون نوشت، پشتیبانی می‌کند. واککا در این ارتباط به یکی از آثار لوکانوس موسوم به De Incendio Urbis (در مورد سوزاندن شهر در آتش توسط نرون) اشاره می‌کند . در قصیده استاتیوس نیز به این نوشتهٔ ضد استبدادی لوکانوس اشاراتی شده و از توصیفی که لوکانوس از شعله‌های سوزاننده و نابودگر آتش به عمل آورده، سخن گفته شده‌است: «شعله‌هایی توصیف ناپذیر و مرتفع که یک ستمگر جنایتکار در روم پدید آورده بود» افزون بر این، دیگر کتاب‌هایی که لوکانوس بعد از فارسالیا نوشته‌است، از جمله کتابی موسوم به «نه» (Book IX) نیز، مضامینی ضد سلطنتی و طرفدار جمهوری دارند و ممکن است که همین قبیل انتقادات از نرون و امور دیوانی امپراتوری او علت واقعی ممنوعیت لوکانوس از انتشار اشعارش باشند.
لوکانوس در سال ۶۵ میلادی، بعد از آن که به توطئهٔ گایوس کالپورنیوس پیسو علیه نرون پیوست و نرون خیانت او را کشف کرد، مجبور به خودکشی از طریق گشودن ورید خود گردید. وی در این هنگام سن ۲۵ سالگی را طی می‌کرد. البته وی قبل از خودکشی و به امید دریافت عفو، مادر خود و برخی از افراد دیگری که در توطئه علیه نرون شرکت داشتند، لو داد:
لوکانوس دوستدار داعیهٔ منکوب و از دست رفته‌ای بود و جان خویش را نیز در راه همین داعیه از دست داد. وی در توطئه‌ای که برای سرنگون ساختن نرون و جانشین کردن پیزو چیده شده بود، شرکت جست، دستگیر شد، زیر شکنجه طاقت نیاورد، نام سایر توطئه چینان را فاش کرد و حتی آن طور که گفته‌اند، مادر خود را نیز رسوا ساخت.
البته پس از آنکه نرون حکم اعدام او را تأیید کرد، لوکان دوباره شجاعت خویش را باز یافت، دوستانش را به ضیافت فرا خواند، با گشاده رویی با ایشان به طعام نشست، ورید خود را بُرید و همچنان‌که خون از بدنش می‌رفت و رو به مرگ بود، اشعاری را که بر ضدّ استبداد ساخته بود، با صدای بلند می‌خواند.
بر طبق نوشته‌های تاکیتوس، لوکانوس در هنگام مرگ، برخی اشعارش را که در آن‌ها داستان یک سرباز زخمی در حال مرگ و احتضار روایت می‌شود، بر زبان داشت. این اشعار که نسبتاً طولانی هستند به خاطر مشابهتی که میان مرگ آن سرباز با وضعیت خود لوکانوس وجود داشت، توسط وی برگزیده شده بود و همین اشعار، آخرین کلمات او به‌شمار می‌آیند.
پدر لوکانوس در جریان توطئه‌ای که منجر به مرگ وی شد، گرفتاری‌ها و درگیری‌هایی پیدا کرد، اما مادر او موفق به فرار گردید.
استاتیوس پیرامون لوکانوس شعری دارد که در آن نشانی‌هایی از بیوهٔ او که پولا آرژنتاریا Polla Argentaria نام داشت، به چشم می‌خورد. زمان پدید آمدن این شعر که در سالروز تولد لوکانوس سروده شده بود، در دوران سلطنت دومیتیان می‌باشد.

## آثار

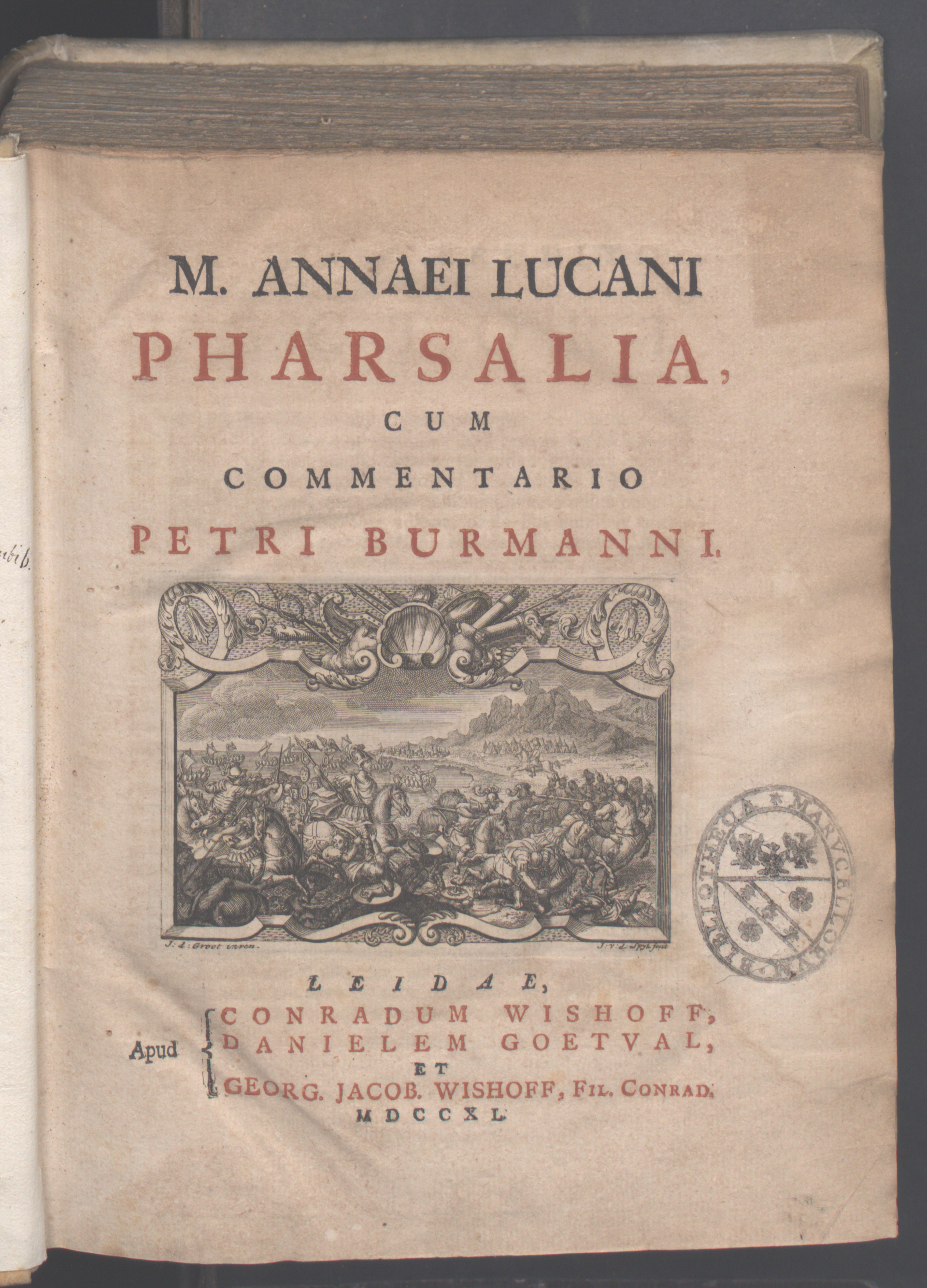
Pharsalia, 1740

با توجه به نوشته‌های واککا Vacca و استاتیوس Statius، آثار لوکانوس است عبارتند از :
آثاری از او که تاکنون باقی‌مانده‌اند:
- فارسالیا Pharsalia، دربارهٔ جنگ داخلی میان ژولیوس سزار و پومپه

آثاری که اغلب از او دانسته می‌شوند، اما گاهی به دیگران نیز نسبت داده شده‌اند:
- لائوس پیزونیس Laus Pisonis (در ستایش پیزو)، مدیحه سرایی در وصف یکی از اعضای خاندان پیسو

آثار گمشدهٔ او :
- کاتاچتونیون Catachthonion
- ایلیاکون Iliacon (از چرخه تروجان)
- اپی‌گراماتا Epigrammata
- آدلوکوتیو Adlocutio یا آگهی پولامPollam
- سیلوائه Silvae
- ساتورنالیا Saturnalia یا جشن خدای زحل
- مدئا Medea
- فابولائه سالتیکائه Fabulae Salticae روایت‌های رقص
- لائودیس نرونیس Laudes Neronis یک ستایش از نرون
- اورفئوس Orpheus
- پروزا اوراتیو این اکتاویوم ساگیتام Prosa oratio in Octavium Sagittam
- اپیستولائه اکس کامپانیا Epistulae ex Campania، نامه‌هایی از کامپانیا
- د اینسندیو اوربیس De Incendio Urbis، دربارهٔ آتش سوزی روم به سال ۶۴ میلادی، که شاید هدف از تصنیف آن، متهم ساختن نرون بدین آتش سوزی باشد.